# Chiesa di San Giovanni Nuovo
La chiesa di San Giovanni Nuovo (o, in veneziano, San Zan Novo) è un edificio religioso della città di Venezia, situato nel campo omonimo, nel sestiere di Castello, poco distante da Piazza San Marco.

## Storia
Di antichissima fondazione (X secolo), la chiesa viene ricostruita nel 1762  ma la facciata, che secondo il progetto di Matteo Lucchesi avrebbe dovuto essere in stile palladiano, rimase incompiuta. In questa chiesa il 23 marzo 1703, Antonio Vivaldi celebrò la sua prima messa.

## Descrizione
La facciata della chiesa è a capanna con portale timpanato, affiancato da due finestre laterali e sovrastato da un'ampia apertura a mezza luna, che dà luce all'interno.
L'interno è a navata unica e abbellita da colonne corinzie che sostengono il soffitto a volta. Ai lati della navata, sono presenti due coppie di cappelle laterali, mentre il presbiterio presenta una pianta quadrata e soffitto con volta a botte. L'altare maggiore è ornato dalla pala San Giovanni Evangelista martirizzato nella caldaia d'olio bollente realizzato da Francesco Maggiotto. Ai lati della pala si trovano altri due dipinti, entrambi opera di Fabio Canal, il Sacrificio di Abramo e il Sacrificio di Melchisedech.
Sull'altare della seconda cappella laterale a destra è presente un Crocefisso in legno policromo databile attorno al XIV secolo.
Esternamente, alla destra dell'edificio, funge da campanile una cella con tre archi contenenti tre campane.